# Tenaturris bartlettii
Tenaturris bartlettii é uma espécie de gastrópode do gênero Tenaturris, pertencente a família Mangeliidae.